# قورتشي باشي (إيران)
قورتشي باشي (بالفارسية: قورچی‌باشی) هي مدينة تقع في إيران في Kamareh District. يقدر عدد سكانها بـ 1,522 نسمة .